# Centrale RoCa
De energiecentrale RoCa is een warmte-krachtcentrale aan de Capelseweg in Rotterdam. De centrale is eigendom van Uniper. Sinds 1983 levert deze STEG-centrale elektriciteit aan het landelijk 150 KV-net en warmte aan het distributiebedrijf van Eneco. De warmte wordt geleverd aan de gemeenten Rotterdam en Capelle aan den IJssel, hier verwijst de naam RoCa naar. Door gecombineerde productie van warmte en elektriciteit werkt deze centrale met een hoger rendement dan bij de gescheiden opwekking van elektriciteit en warmte.
Volgens het Kwaliteits- en Capaciteitsdocument 2017 van Tennet worden RoCa 1 en 2 in 2020 en RoCa 3 in 2025 uit productie genomen.